# Sally O'Neil
Sally O'Neil (parfois créditée Sally O'Neill ou Sue O'Neill) est une actrice américaine, de son vrai nom Virginia Louise Concepta Noonan, née le 23 octobre 1908 à Bayonne (New Jersey), morte le 18 juin 1968 à Galesburg (Illinois).

## Biographie

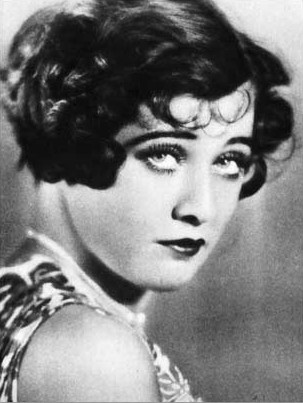
En 1930

Sally O'Neil (pseudonyme) débute au cinéma dans quatre films muets (dont deux courts métrages) sortis en 1925 ; l'un d'eux est Poupées de théâtre d'Edmund Goulding, avec Constance Bennett et Joan Crawford (cette dernière et elle-même figurent au nombre des treize jeunes actrices recevant le WAMPAS Baby Stars de l'année 1926).
Jusqu'en 1937, Sally O'Neil contribue en tout à quarante-cinq films (américains, sauf le dernier, irlando-britannique), majoritairement muets. Parmi eux, mentionnons aussi Le Dernier Round de (et avec) Buster Keaton (1926), Hold Everything de Roy Del Ruth (1930, avec Joe E. Brown et Winnie Lightner), ainsi que The Brat de John Ford (1931, avec Alan Dinehart et Frank Albertson).
Après son retrait de l'écran, elle joue encore au théâtre, apparaissant à Broadway (New York) dans deux pièces, en 1939-1940.
Sally O'Neil est la sœur de Molly O'Day (1911-1998), également actrice.
Elle meurt en 1968, dans sa soixantième année, de complications résultant d'une pneumonie.

## Filmographie partielle
(films américains, sauf mention contraire)
- 1925 : Yes, Yes, Nanette de Clarence Hennecke et Stan Laurel (court métrage)
- 1925 : The Uneasy Three de Leo McCarey (court métrage)
- 1925 : Don't (en) d'Alfred J. Goulding
- 1925 : Poupées de théâtre (Sally, Irene and Mary) d'Edmund Goulding
- 1926 : Your Husband's Past de Fred Guiol (court métrage)
- 1926 : Le Dernier Round (Battling Butler) de Buster Keaton
- 1926 : Mike de Marshall Neilan
- 1926 : Wandering Papas de Stan Laurel (court métrage)
- 1926 : Dizzy Daddies de Richard Wallace (court métrage)
- 1926 : Une femme aux enchères (The Auction Block) de Hobart Henley
- 1927 : Slide, Kelly, Slide d'Edward Sedgwick
- 1927 : La Vendeuse des galeries (Becky) de John P. McCarthy
- 1927 : The Callahans and the Murphys de George W. Hill
- 1927 : Frisco Sally Levy de William Beaudine
- 1928 : Bachelor's Paradise de George Archainbaud
- 1928 : L'Éternel Problème (The Battle of the Sexes) de D.W. Griffith
- 1928 : The Floating College de George Crone
- 1929 : Broadway Fever d'Edward F. Cline
- 1929 : La Revue en folie (On with the Show!) d'Alan Crosland
- 1929 : L'Idylle de la radio (Jazz Heaven)

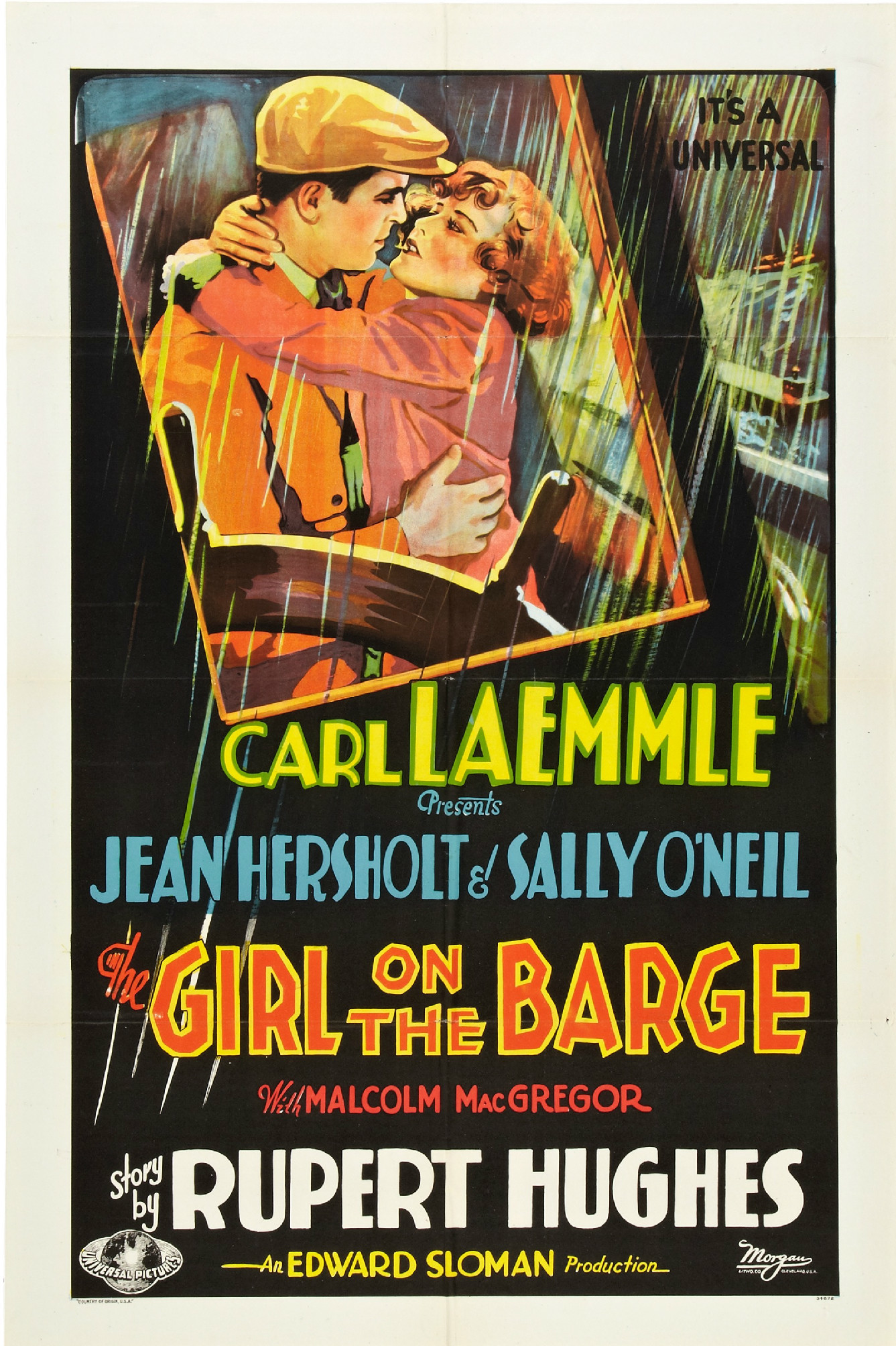
Sally O'Neil à l'affiche de Girl on the Barge (1929).

- 1929 : Girl on the Barge d'Edward Sloman
- 1929 : Hardboiled de Ralph Ince
- 1929 : L'Étudiant (The Sophomore) de Leo McCarey
- 1929 : The Show of Shows de John G. Adolfi
- 1929 : Broadway Scandals de George Archainbaud
- 1930 : Girl of the Port de Bert Glennon
- 1930 : Hold Everything de Roy Del Ruth
- 1931 : Murder by the Clock d'Edward Sloman
- 1931 : The Brat de John Ford
- 1931 : Salvation Nell de James Cruze
- 1933 : By Appointment Only de Frank R. Strayer
- 1933 : Beauty on Broadway de Monte Brice (court métrage)
- 1933 : Les femmes ont besoin d'amour (Ladies Must Love) d'Ewald André Dupont
- 1934 : The Moth (en) de Fred C. Newmeyer
- 1934 : Beggar's Holiday de Sam Newfield
- 1935 : Too Tough to kill de D. Ross Lederman
- 1937 : Kathleen Mavourneen de Norman Lee (film irlando-britannique)

## Théâtre (à Broadway)
- 1939-1940 : When we are married de John Boynton Priestley, avec Tom Powers, Alison Skipworth, Philip Tonge
- 1940 : The Old Foolishness de Paul Vincent Carroll, mise en scène de Rachel Crothers, avec Vincent J. Donehue

## Récompenses et distinctions
- 1926 : WAMPAS Baby Stars.